# Hello Internet

Das Hello-Internet-Logo

Die Nail & Gear-Flagge des Podcasts, die 2015 vom Publikum gewählt wurde

Hello Internet war ein Audio-Podcast der YouTube-Videokünstler Brady Haran und CGP Grey.

## Inhalt
Der Podcast beinhaltet Diskussionen über das Leben als professionelle Videokünstler für YouTube, den Inhalt ihrer neuesten Videos, ihre Interessen, oder aktuelle Neuigkeiten. Typische Themen sind Bücher, Filme, Serien, Flugzeugabstürze, Vexillologie, Apple-Produkte und die Unterschiede zwischen den Persönlichkeiten und Eigenarten von Haran und Grey. Seit Episode 123 („Pop Quiz“) erscheinen zusätzlich zu den normalen Episoden auch "Aftershow"-Episoden, genannt Goodbye Internet, die ausschließlich für Patreon-Abonennten zugänglich sind.

## Historie
Die erste Episode wurde 2014 veröffentlicht. In diesem Jahr wurde Hello Internet der Nummer-Eins-iTunes-Podcast im Vereinigten Königreich. Dazu wurde es von Apple als einer der besten neuen Podcasts von 2014 ausgewählt.
Im Jahr 2015 wurden Brady und dem Podcast die Erfindung des Wortes freebooting zugeschrieben. Dieses Wort wurde geschaffen, um Urheberrechtsverletzungen für ein unerlaubtes Wiederhochladen von Inhalten und Videos auf Social-Media-Plattformen zu beschreiben. Die Freebooter verdienen Geld durch Werbung, die auf diesen Videos geschaltet wird. Facebook hat seitdem Methoden gefunden, um dieses Problem anzugehen.
Ein weiteres Wort, das oft Brady und dem Podcast zugeschrieben wird, ist humblebrag. Dieses Wort wurde jedoch nicht vom Podcast, sondern im Jahr 2010 vom amerikanischen Komiker Harris Wittels erfunden.
Die britische Zeitung The Guardian zeichnete Hello Internet als einen der besten 50 Podcasts 2016 aus. Insbesondere genannt wurde Episode 66 („A Classic Episode“) als Episode des Jahres.
Am 28. Februar 2020 wurde die letzte Folge des Podcasts veröffentlicht.